# Quíscal comú
El quíscal comú (Quiscalus quiscula) és una espècie d'ocell de la família dels ictèrids (Icteridae) que habita boscos clars, terres de conreu i pobles d'Amèrica del Nord, des de la Colúmbia Britànica i Alberta cap al sud, a través de Manitoba, Terranova i Nova Escòcia fins a gairebé la totalitat dels Estats Units a l'est de les muntanyes Rocoses.